# Ferdinand II van Bragança
Ferdinand II van Bragança (1430 - Évora, 20 juni 1483) was van 1478 tot aan zijn dood de derde hertog van Bragança. Hij behoorde tot het huis Bragança.

## Levensloop
Ferdinand II was de oudste zoon van hertog Ferdinand I van Bragança uit diens huwelijk met Joana de Castro. Hij werd al op jonge leeftijd zeer populair binnen de Portugese adel en kreeg veel appreciatie van koning Alfons V van Portugal, aan wiens zijde hij deelnam aan verschillende expedities en veroveringen. In 1464 benoemde de koning hem tot graaf van Guimarães, dat in 1475 verheven werd tot hertogdom.
Hij nam eveneens deel aan de successieoorlog in Castilië. Na de dood van koning Hendrik IV werd diens dochter Johanna, echtgenote van Alfons V van Portugal, tot koningin van Castilië benoemd, hetgeen echter betwist werd door haar tante Isabella I. De Portugezen vielen Castilië binnen en bij de Slag bij Toro stond hij in voor de veiligheid van Johanna.
In 1478 erfde hij na het overlijden van zijn vader Ferdinand I diens omvangrijke bezittingen en titels, waarvan de meest belangrijke die van hertog van Bragança was. Op dat moment was het huis Bragança het machtigste adellijk huis in Portugal en ook een van de machtigste op het volledige Iberisch Schiereiland. Hij resideerde in het kasteel van Vila Viçosa.
Toen koning Johan II in 1481 aan de macht kwam, probeerde hij de macht van de Portugese adel in te perken, die zich onder het bewind van zijn vader Alfons V op een hoogtepunt bevond. De koning viseerde vooral het huis Bragança en het huis Beja en Viseu. Hij klaagde Ferdinand II aan voor hoogverraad en liet hem in 1483 onthoofden in Évora. Vervolgens werden de bezittingen van zijn familie geconfisqueerd en moesten de leden van het huis Bragança naar Castilië vluchten. Na hun terugkeer kreeg zijn familie in 1498 haar bezittingen terug.

## Huwelijken en nakomelingen
Zijn eerste echtgenote was Leonor de Menezes, met wie hij geen kinderen kreeg. In 1472 hertrouwde hij met Isabella (1459-1521), dochter van hertog Ferdinand van Viseu. Uit zijn tweede huwelijk werden vier kinderen geboren:
- Filips, gestorven bij de geboorte
- Jacobus I (1479-1532), hertog van Bragança
- Dionysus (1481-1516), graaf van Lemos
- Margaretha, gestorven bij de geboorte